# Маркиз де Камараса

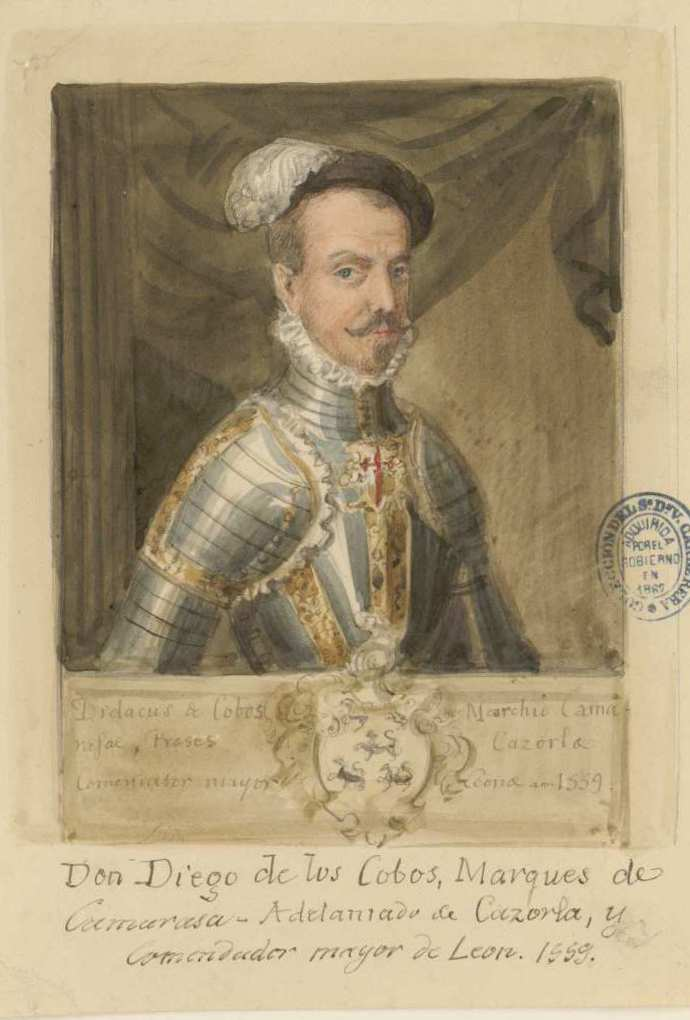
Диего де лос Кобос и Мендоса, 1-й маркиз де Камараса (1524—1575)

Герб муниципалитета Камараса, провинция Льейда, автономное сообщество Каталония

Маркиз де Камараса — испанский дворянский титул. Он был создан 18 февраля 1543 года королем Испании Карлосом I для Диего де лос Кобоса и Мендосы (1524—1575), сын Франсиско де лос Кобоса и Молины (1477—1547), государственного секретаря Испании (1529—1547), и Марии Уртадо де Мендосы и Сармьенто, 7-й графине де Рибадавия. Диего де лос Кобос был женат на Франсиске Луисе де Луне и Мендосе, сеньоре де Камараса, Рикла, Альфамен и Вильяфеличе. Род де лос Кобос также владел поместьями Канена, Химена, Сабиоте и Торрес в провинции Хаэн.
Название титула происходит от названия муниципалитета Камараса, провинция Льейда, автономное сообщество Каталония.
В настоящее время носителем титула является Виктория Елизавета фон Гогенлоэ-Лангенбург (род. 1997), 20-я герцогиня де Мединасели и 18-я маркиза де Камараса.

## Маркизы де Камараса
1. Диего де лос Кобос и Мендоса (1524—1575), 1-й маркиз де Камараса (1543—1575), сын Франсиско де лос Кобоса (ок. 1477—1547), и Марии де Мендосы, 7-й графинин де Рибадавия (ок. 1508—1587)
2. Франсиско Мануэл де лос Кобос и Луна (1546—1616), 2-й маркиз де Камараса (1575—1616), старший сын предыдущего и Франсиски Луисы де Луны, 6-й сеньоры де Рикла.
3. Диего де лос Кобос Гусман и Луна (?-1645), 3-й маркиз де Камараса (1612—1645), старший сын предыдущего и Анны Феликс де Гусман (ок. 1560—1612)
4. Мануэл де лос Кобос и Луна (?-1668), 4-й маркиз де Камараса (1646—1668), сын Диего Сармьенто де Мендосы, 9-го графа де Рибадавия (?-1614), и Исабель де Мендосы Манрике, 7-й графини де Кастрохерис (?-1640)
5. Бальтазар Гомес Манрике де лос Кобос и Луна (1651—1715), 5-й маркиз де Камараса (1668—1715), старший сын предыдущего и Исабель Портокарреро и Луны (ок. 1627—1694)
6. Мигель Бальтасар Сармьенто де лос Кобос (1698—1733), 6-й маркиз де Камараса (1715—1733), старший сын предыдущего и Исабель де Веласко
7. Мария Микаэла Гомес де лос Кобос (1701—1762), 7-я маркиза де Камараса (1733—1761), дочь предыдущего и Хулианы Паулины де Палафокс и Сентурион.
8. Леонор Гомес де лос Кобос (?-1762), 8-я маркиза де Камараса (1761—1762), младшая сестра предыдущей
9. Исабель Роса де лос Кобос и Луна (?-1777), 9-я маркиза де Камараса (1762—1773), младшая сестра предыдущей
10. Бальтасара де лос Кобос и Луна (?-1791), 10-я маркиза де Камараса (1773—1791), младшая сестра предыдущей
11. Доминго Гайосо де лос Кобос (1735—1803), 11-й маркиз де Камараса (1791—1803), сын Фернандо Гайосо Ариаса Осореса, 7-го графа де Амаранте (?-1751), и Марии Хосефы де лос Кобос Боланьо де Рибаденейра, 3-й маркизы де Пуэбла-де-Парга (1696—1767)
12. Хоакин Мария Гайосо де лос Кобос и Бермудес де Кастро (1778—1849), 12-й маркиз де Камараса (1803—1849), старший сын предыдущего и Аны Гертрудис Бермудес де Кастро и Табоада (1742—1799).
13. Франсиско де Борха Гайосо Тельес-Хирон де лос Кобос Луна и Мендоса (1805=1860), 13-й маркиз де Камараса (1849—1860), старший сын предыдущего и Хосефы Мануэлы Тельес-Хирон и Альфонсо Пиментель, маркизы де Маргуини (1783—1817)
14. Хакобо Гайосо де лос Кобос Тельес-Хирон (1816—1871), 14-й маркиз де Камараса (1860—1871), младший брат предыдущего
15. Франсиска де Борха Гайосо де лос Кобос и Севилья (1854—1926), 15-я маркиза де Камараса (1871—1926), старшая дочь предыдущего и Анны марии де Севилья и Вильянуэва (?-1861)
16. Игнасио Фернандес де Энестроса и Гайосо де лос Кобос (1880—1948), 16-й маркиз де Камараса (1926—1948), старший сын предыдущей и Игнасио Фернандесе де Энестроса и Ортис де Мионьо, 8-го графа де Мориана-дель-Рио (1851—1934)
17. Виктория Евгения Фернандес де Кордова и Фернандес де Энестроса (1917—2013), 17-я маркиза де Камараса (1951—2013), племянница предыдущего, старшая дочь Луиса Хесуса Фернандеса де Кордова и Салаберт, 17-го герцога де Мединасели (1880—1956), и Анны Марии Фернандес де Энестроса и Гайосо де лос Кобос (1879—1938)
18. Виктория Елизавета фон Гогенложэ-Лангенбург (род. 1997), 18-я маркиза де Камараса (с 2018 года), дочь принца Марко Гогенлоэ-Лангенбурга (1962—2016), и Сандры Шмидт-Полекс (род. 1968), внучка принца Макса фон Гогенлоэ-Лангенбурга (1931—1994), и Анны Луизы де Медина и Фернандес де Кордовы, 13-й маркизы де Наваэрмоса и 9-й графини де Офалия (1940—2012), единственной дочери Виктории Евгении Фернандес де Кордовы, 18-й герцогини де Мединасели (1917—2013).